# Kotuți, Veliko Tărnovo
Kotuți (în bulgară Котуци) este un sat în comuna Elena, regiunea Veliko Tărnovo,  Bulgaria. 

## Demografie
Componența etnică a satului Kotuți
     Nicio identificare (100%)
     Altele (0%)
La recensământul din 2011, populația satului Kotuți era de 4 locuitori. . Pentru 100% din locuitori nu este cunoscută apartenența etnică.